# فلیپه سانتوس (بازیکن فوتبال)
فلیپه سانتوس (انگلیسی: Felipe Santos؛ زادهٔ ۳ ژانویهٔ ۱۹۹۷) بازیکن فوتبال اهل برزیل است.
از باشگاه‌هایی که در آن بازی کرده‌است می‌توان به باشگاه فوتبال ماریبور اشاره کرد.